# Haplogrupo CZ (ADNmt)
En genética humana el haplogrupo CZ es un haplogrupo mitocondrial que desciende de M8 y que está extendido en Eurasia Nor-Oriental. Predomina en Siberia y está en menor frecuencia en Asia Oriental, Sudeste de Asia y Asia Central, llegando a América a través del haplogrupo C y al norte de Europa con el haplogrupo Z. Se originó hace unos 30 000-40 000 años y está definido por la mutación 249d.

## Subgrupos
- M8 (4715, 7196A, 8584, 15487T, 16298)
  - Haplogrupo CZ (249d)[1]
    - C: Común principalmente en nativos americanos y en Siberia.
    - Z: Bajas frecuencias en el Norte y Este de Eurasia.

| Haplogrupos de ADN mitocondrial humano |                      |      |      |      |      |      |      |      |      |      |      |      |      |      |    |    |       |       |   |   |   |   |   |   |   |  |   |   |   |   |  |  |  |  |    |    |    |
|                                        | Eva mitocondrial (L) |      |      |      |      |      |      |      |      |      |      |      |      |      |    |    |       |       |   |   |   |   |   |   |   |  |   |   |   |   |  |  |  |  |    |    |    |
| L0                                     | L1–6                 | L1–6 | L1–6 | L1–6 | L1–6 | L1–6 | L1–6 | L1–6 | L1–6 | L1–6 | L1–6 | L1–6 | L1–6 | L1–6 |    |    |       |       |   |   |   |   |   |   |   |  |   |   |   |   |  |  |  |  |    |    |    |
| L0                                     | L1                   | L2   |      |      |      | L3   | L3   | L3   | L3   | L3   | L3   | L3   | L3   | L3   | L3 | L3 | L3    | L3    |   |   |   |   |   |   |   |  |   |   |   |   |  |  |  |  | L4 | L5 | L6 |
| L0                                     | L1                   | L2   | M    | M    | M    | M    | M    | M    | M    | N    | N    | N    | N    | N    | N  |    |       |       |   |   |   |   |   |   |   |  |   |   |   |   |  |  |  |  | L4 | L5 | L6 |
| L0                                     | L1                   | L2   | CZ   | CZ   | D    | E    | G    | Q    |      | A    | I    | O    | R    | R    | R  | R  | R     | R     | R | R | R | R | R | R | R |  | S | W | X | Y |  |  |  |  | L4 | L5 | L6 |
| L0                                     | L1                   | L2   | C    | Z    | D    | E    | G    | Q    | B    | A    | I    | O    | F    | R0   | R0 |    | R2'JT | R2'JT |   |   | P | P |   | U |   |  | S | W | X | Y |  |  |  |  | L4 | L5 | L6 |
| L0                                     | L1                   | L2   | C    | Z    | D    | E    | G    | Q    | B    | A    | I    | O    | F    | HV   | HV | JT | JT    | K     |   |   | P | P |   |   |   |  | S | W | X | Y |  |  |  |  | L4 | L5 | L6 |
| L0                                     | L1                   | L2   | C    | Z    | D    | E    | G    | Q    | B    | A    | I    | O    | F    | H    | V  | J  | T     | K     |   |   | P | P |   |   |   |  | S | W | X | Y |  |  |  |  | L4 | L5 | L6 |